# Microgonia obrundata
Microgonia obrundata är en fjärilsart som beskrevs av Achille Guenée 1858. Microgonia obrundata ingår i släktet Microgonia och familjen mätare. Inga underarter finns listade i Catalogue of Life.